# Acalypha humboltiana
Acalypha humboltiana é uma espécie de flor do gênero Acalypha, pertencente à família Euphorbiaceae.